# هم الكلاب (فلم)
هم الكلاب (بالفرنسية: C'est eux les chiens) هو فيلم مغربي أنتج سنة 2013 ، من إخراج هشام العسري و إنتاج نبيل عيوش .

## القصة
بينما كان لطفي سوسن وداوود حسكا وعلي يصورون تقريرًا عن مظاهرات 2011، التقوا برجل اعتقل خلال انتفاضة الخبز عام 1981، وقد أطلق سراحه للتو من السجن بعد 30 عامًا من الاعتقال. قرروا مساعدته في بحثه عن عائلته.

## جوائز وترشيحات
فاز الفيلم بجائزة أول دور رجالي للممثل حسن باديدة في المهرجان الوطني للفيلم بطنجة.
- مهرجان كان السينمائي 2013 – البرمجة الحمضية.
- مهرجان الرباط لسينما المؤلف 2013 - جائزة الممثل لحسن بديدة.
- مهرجان أضواء أفريقيا في بيزانسون 2013 - المفضل لدى جمهور بيزانسون.
- مهرجان الفيلم الأفريقي APT 2013   - جائزة لجنة تحكيم المدرسة الثانوية (الجائزة الكبرى).
- مهرجان مونبلييه السينمائي 2013
- مهرجان Afrikamera 2013 - الاختيار الرسمي.
- مهرجان زاكورة للسينما عبر الصحراء 2013 - الجائزة الكبرى.
- مهرجان مراكش السينمائي 2013 - المفضل.
- مهرجان بلفور السينمائي - مقابلات 2013 - المفضل لدى أسيد.
- مهرجان هامبورغ السينمائي – المنافسة.
- FCAT قرطبة 2013 - الجائزة الكبرى.
- مهرجان دبي 2013 - جائزة لجنة التحكيم الخاصة وجائزة الممثل لحسن بديدة.

## روابط خارجية
- مقالات تستعمل روابط فنية بلا صلة مع ويكي بيانات
- Marina Da Silva, « C’est eux les chiens... », Le lac des signes, Les blogs du لوموند ديبلوماتيك, 30 janvier 2014